# Abràmovka (Vorónej)
|  | Per a altres significats, vegeu «Abràmovka». |

Abràmovka (en rus: Абрамовка) és un poble de l'óblast de Vorónej, a Rússia, segons el cens del 2010 tenia 23 habitants.